# David R. Mayhew
David Raymond Mayhew (* 18. Mai 1937 in London) ist ein US-amerikanischer Politikwissenschaftler und Hochschullehrer an der Yale University.

## Leben und Wirken
David R. Mayhew studierte Politikwissenschaft seit 1954 zunächst am Amherst College und erwarb hier 1958 den Bachelorgrad. Anschließend setzte er seine Studien an der Harvard University fort und promovierte dort 1964 bei Vladimir O. Key zum Ph.D. Zunächst unterrichtete er bis 1967 am Amherst College bzw. der University of Massachusetts Amherst. 1968 wechselte er als wissenschaftlicher Assistent an die Yale University. Dort wurde er 1972 außerordentlicher, 1977 ordentlicher Professor für Politikwissenschaft. Im Jahre 2015 trat er in den Ruhestand, gibt aber auch weiterhin Lehrveranstaltungen. Gastprofessoren hatte Mayhew von 2001 bis 2002 an der Universität Oxford (Nuffield College) und 2008 an der Harvard University inne.
Neben seinen Veröffentlichungen von Büchern und Aufsätzen in Fachzeitschriften trat Mayhew auch mit publizistischen Aktivitätzen Presse, Rundfunk und Fernsehen hervor. Er gilt als Experte für den Kongress der Vereinigten Staaten und dem Parteiensystem der USA.
Mayhew ist Mitglied der American Academy of Arts and Sciences (seit 1984), der American Philosophical Society (seit 2007) und der National Academy of Sciences (seit 2013).

## Veröffentlichungen (Auswahl)
- Party loyalty among Congressmen. The difference between Democrats and Republicans 1947–1962. Harvard University Press, Cambridge, Mass. 1966.
- Congress. The electoral connection. Yale University Press, New Haven 1974, ISBN 0-300-01777-4 (2. Aufl. 2004, ISBN 0-300-10587-8).
- Congressional elections. The case of the vanishing marginals. In: Polity, Bd. 6 (1974), S. 295–317.
- Legislation. In: Leon Lipson (Hrsg.): Law and the social sciences. Russell Sage Foundation, New York 1986, S. 259–286, ISBN 0-87154-528-4.
- Placing parties in American politics. Organization, electoral settings, and governement activity in the twentieth century. Princeton University Press, Princeton, N.J. 1986, ISBN 0-691-07707-X.
- Divided we govern. Party control, lawmaking, and investigations, 1946–1990. Yale University Press, New Haven 1991, ISBN 0-300-04835-1.
- Divided we govern. Party control, lawmaking, and investigations, 1946–2002. Yale University Press, New Haven, 2. Aufl. 2005, ISBN 978-0-300-10288-8.
- America's congress. Actions in the public sphere, James Madison through Newt Gingrich. Yale University Press, New Haven 2000, ISBN 978-0-300-09335-3.
- Electorial realignments. A critique of an American genre. Yale University Press, New Haven 2002, ISBN 0-300-09365-9.
- Wars and american politics. In: Perspectives on politics, Bd. 3 (2005), S. 473–493.
- Incumbency advantage in U.S. presidential elections. The historical record. In: Political science quarterly, Bd. 123 (2008), S. 201–228.
- Parties and policies. How the American government works. Yale University Press, New Haven 2008, ISBN 0-300-13762-1.
- Partisan balance. Why political parties don't kill the U.S. Constitutional system. Princeton University Press, Princeton 2011, ISBN 978-0-691-14465-8.
- The imprint of congress. Yale University Press, New Haven 2017, ISBN 978-0-300-21570-0.

Festschrift
- Alan S. Gerber (Hrsg.): Governing in a polarized age. Elections, parties and political representation in America. Cambridge University Press, New York 2017, ISBN 978-1-107-47907-4.